# Radio Free Iraq
Radio Free Iraq  (Arabisch إذاعة العراق الحرّ, ) war ein Radiosender in Bagdad, Irak. Er wurde vom US-Auslands-Medienbüro, dem International Broadcasting Bureau (IBB) betrieben und sendete ein 24 Stunden Programm in Arabischer Sprache, bestehend aus Nachrichten und Musik. Die Inhalte wurden bei Radio Free Europe/Radio Liberty in Prag produziert.

## Geschichte
Die Idee zur Gründung einer US-finanzierten Radiostation im Irak stammt von der Heritage Foundation, eine in Washington ansässigen konservative Denkfabrik. Sie soll Teil der psychologischen Kriegsführung US-amerikanischer Interessen in dem Land sein und wurde vom 1998 republikanisch geführten Kongress unterstützt. Der Leiter der damaligen irakischen Oppositions-Partei Iraqi National Congress (INC) Ahmed Chalabi befürwortete eine solche Station. Am 23. März 1998 U.S. genehmigte der Senat mit dem Bill S. 1768  eine Summe von 5 Millionen USD für Radio Liberty / Radio Free Europe, die Radio Free Iraq betreiben sollte.
Radio Free Iraq ging mit einer kleinen Fanfare am 30. Oktober 1998 auf Sendung. Gründungsdirektor war Jeffrey Gedmin, ehemaliger Mitarbeiter der Heritage Foundation.
RFE/RL verkündete 2015 die Transformation des Senders zu Radio Sawa Iraq, als Regionaldienst von Radio Sawa. Radi Sawa ist de facto der Arabischdienst der Voice of America. Die Sendungen von Radio Free Iraq wurden am 31. Juli 2015 eingestellt.

## Verbreitungswege
RFI, heute Radio Sawa sendet in Bagdad auf UKW 102,4 MHz.